# 長尾房長
長尾房長是日本戰國時代武將。通稱新六。官位是越前守。上田长尾家6代当主。上杉景胜的祖父。

## 概要
越後守護代長尾氏分家上田長尾家的當主。大永6年（1526年）3月，父親景隆死後繼任。上田長尾新左衛門尉的子孫，但是根據諸多系圖，名稱為房景，是能景之子，為景的兄弟（《系圖纂要》）。此外亦有與景隆之子政景為兄弟的系圖（《古代氏族系譜集成》）。被認為是長尾政景之父，上杉景勝的祖父。
越後長尾氏一族上田長尾家的當主，不過與長尾為景不和，關東管領上杉顯定侵攻越後時，從屬於顯定軍擊破為景。但是後來為景恢復了勢力，於是降伏於為景並成為其家臣。以後，仕於為景至景虎3代。
天文6年（1537年），迎為景之女為政景的正室，強化與越後長尾家的關係。
天文21年（1552年）死去，由嫡男政景繼承。